# Piotr Wawrzyniak (zawodnik MMA)
Piotr Wawrzyniak (ur. 23 lutego 1991 w Poznaniu) – polski zawodnik mieszanych sztuk walki (MMA) oraz judoka. Były mistrz Babilon MMA w wadze średniej. Walczył także dla takich federacji jak WFC, KSW czy AFC. Aktualnie związany z czesko-słowacką organizacją Oktagon MMA, w której był tymczasowym mistrzem w wadze średniej.

## Kariera MMA

### Zawodowy debiut i turniej Memoriał Pawła Kamińskiego
Zawodowy debiut w mieszanych sztukach walki odbył 26 marca 2011 na gali Poznań Fight Night 5, przegrywając w pierwszej rundzie przez poddanie z Grzegorzem Waligórą.
19 listopada 2011 podczas gali Night of Champions 2 stoczył dwie zwycięskie walki jednego wieczoru. W pierwszej walce zwyciężył przez TKO z Damianem Matwiejczukiem. Następnie pokonał po większościowej decyzji sędziowskiej Krystiana Czelewicza.
10 marca 2012 na gali Memoriał Pawła Kamińskiego po raz drugi zawalczył dwukrotnie jednego wieczoru. Pierwsze starcie zwyciężył w pierwszej rundzie technicznym nokautem z Tomaszem Koźmińskim. Na tej samej gali pierwszą zawodową porażkę zapewnił mu Albert Odzimkowski, który zmusił Wawrzyniaka do poddania się, po założeniu dźwigni skrętowej na staw skokowy.

### Walki w Czechach i Słowenii
W tym samym roku na gali Night of Warriors 2 w Czechach zwyciężył z tamtejszym gospodarzem, Tomášem Penzem przez TKO w drugiej odsłonie walki.
16 czerwca 2013 na WFC 18: Knockout w Słowenii przegrał w opinii komisji sędziowskiej jednogłośną decyzją z Borem Bratovžem. Ekipa Wawrzyniaka nie zgadzała się z tą decyzją i niedługo po walce złożyła protest, który po rozpatrzeniu został jak odrzucony. Po upływie niespełna 8 miesięcy organizacja World Freefight Challenge postanowiła zmienić werdykt starcia, przyznając jednogłośne zwycięstwo Wawrzyniakowi.

### Walka w KSW i kariera do 2019 roku
Kolejną walkę stoczył po ponad roku przerwy (27 czerwca 2014) na gali Pro MMA Challenge: Po Prostu Walcz! w Lublinie, gdzie podczas walki wieczoru zwyciężył z jednym z najbardziej doświadczonych zawodników polskiej sceny MMA – Antonim Chmielewskim.
28 listopada 2015 zadebiutował dla najlepszej polskiej organizacji – Konfrontacji Sztuk Walki (KSW). Podczas gali KSW 33: Materla vs. Khalidov w Krakowie uległ po większościowej decyzji Łukaszowi Bieńkowskiemu.
Na Gali Sportów Walki w Międzychodzie 7 porozbijał w parterze zawodnika z Rumunii – Serga Breba, w związku z czym, narożnik obcokrajowca zdecydował o tym, by go poddać w tej samej, trzeciej rundzie.
1 kwietnia 2017 na gali Spartan Fight 7 w Chorzowie przegrał po trzech rundach jednogłośną decyzja z Grzegorzem Siwym.
Po ponad dwóch latach powrócił na jedną walkę. 5 października 2019 podczas gali Armia Fight Night 7 w Lublinie zanotował kolejną porażkę, po tym jak w pierwszej rundzie nielegalnie sfaulował kopnięciem tzw. soccer kickiem Johna Palaiologosa w związku z czym został zdyskwalifikowany, a zwycięstwo trafiło do zawodnika z Grecji.
13 czerwca 2020 miał zawalczyć dla federacji Fight Exclusive Night w walce z doświadczonym Marcinem Naruszczką, jednak Wawrzyniak musiał się wycofać z tej walki w związku z pozytywnym wynikiem testu na koronawirusa.

### Babilon MMA
Od 2021 związał się z federacją Babilon MMA. 22 maja 2021 podczas walki wieczoru gali Babilon MMA 22 zwyciężył przez TKO w drugiej rundzie z Adrianem Błeszyńskim.
12 listopada 2021 na gali Babilon MMA 27 w Ożarowie Mazowieckim pokonał na pełnym dystansie decyzją jednogłośną Tymoteusza Łopaczyka.
3 czerwca 2022 na gali Babilon MMA 28 w Nowym Targu zdobył pas mistrzowski wagi średniej, pokonując już w pierwszej odsłonie walki przez nokaut Adama Łagunę.
W pierwszej obronie mistrzowskiego pasa zmierzył się w pojedynku rewanżowym z Adrianem Błeszyńskim, na gali Babilon MMA 35 w Jaworznie. Wawrzyniak znokautował rywala ponownie w drugiej rundzie.
27 grudnia 2023 w wideorozmowie udzielonej dla portalu Polish Fighters Info wspomniał, że skończył mu się kontrakt z Babilon MMA i przeszedł do czesko-słowackiej organizacji Oktagon MMA.

### Oktagon MMA
18 grudnia 2023 organizacja Oktagon MMA za pomocą mediów społecznościowych ogłosiła zakontraktowanie Piotra Wawrzyniaka i podała szczegóły jego debiutu. Podczas gali Oktagon 51 w Pradze zdobył tymczasowy pas mistrzowski czesko-słowackiej federacji po pokonaniu przez TKO w trzeciej rundzie Serba, Vlasta Čepa.
2 marca 2024 podczas walki wieczoru gali Oktagon 54 zmierzył się z Czechem, Patrikiem Kinclem. Czesko-polski pojedynek był starciem mistrza z tymczasowym mistrzem, doszło zatem do unifikacji pasów mistrzowskich Oktagon MMA w dywizji średniej. W trzeciej rundzie Kincl poddał Wawrzyniaka duszeniem trójkątnym rękoma.
20 lipca 2024 w Bratysławie podczas gali Oktagon 59: Summer Party stoczył pojedynek z finalistą zeszłorocznego turnieju Tipsport Gamechanger, Andreasem Michailidisem. Po trzyrundowej, bliskiej batalii pokonał Greka niejednogłośnie na kartach punktowych.
Oczekiwano, że 9 listopada 2024 na gali Oktagon 63 podejmie w walce Marka Mazucha, jednak Słowak doznał kontuzji, która wykluczyła go z walki. Przez brak rywala dla Wawrzyniaka jego występ na tym wydarzeniu został anulowany. Po anulowanej walce menadżer Wawrzyniaka, Artur Gwóźdź, ogłosił występ swojego zawodnika w przyszłorocznym turnieju GameChanger wagi średniej, który rozegra się w lutym 2025 roku pod sztandarem federacji Oktagon MMA. Pod koniec grudnia 2024 roku, czesko-słowacka organizacja potwierdziła udział Wawrzyniaka w turnieju o milion euro (Tipsport Gamechanger 3). Drugą próbą zestawienia Wawrzyniaka z Mazuchem miała być lutowa gala Oktagon 67 w Trzyńcu, jednak ponownie reprezentant Słowacji, musiał wycofać się z walki z powodu kontuzji. Starcie ostatecznie zostało przeniesione na jubileuszową galę Oktagon 70, która odbyła się 26 kwietnia 2025 w Karlowych Warach. Wawrzyniak znokautował Słowaka ciosem lewym sierpowym pod koniec pierszej rundy, przechodząc to następnego etapu turniejowego. 
Oczekiwano, że w ćwierćfinale zmierzy się z Matějem Peňázem podczas gali Oktagon 72, która odbyła się 14 czerwca 2025 w Pradze. Kilka dni przed wydarzeniem ogłoszono, że Czech wycofał się z walki, z powodu infekcji. Ostatecznie nowym rywalem Polaka został Hojat Khajevand, z którym zawalczył 9 sierpnia 2025 na gali Oktagon 74: Bolander vs. Szabová. Wawrzyniak przegrał jednogłośną decyzją sędziów, przez co odpadł z turnieju.

## Osiągnięcia

### Judo[2]
- 2008: Puchar Polski Juniorek i Juniorów Czechowice-Dziedzice (Czechowice-Dziedzice), kat. 73 kg – 3. miejsce
- 2008: Puchar Polski Juniorek i Juniorów Olsztyn (Olsztyn), kat. 81 kg – 3. miejsce
- 2009: Puchar Polski Juniorek i Juniorów Jezierzyce (Jezierzyce) kat. 81 kg – 3. miejsce
- 2009: Warsaw Judo Open U20 Warszawa (Warszawa), kat. 81 kg – 2. miejsce
- 2010: Otwarty Puchar Polski Juniorek i Juniorów Opole (Opole), kat. 81 kg – 3. miejsce

### Brazylijskie jiu-jitsu
- 2013: III MP NO GI, kat. 85, 49kg, purpurowe pasy – 1. miejsce[46]

### Mieszane sztuki walki
- Memoriał Pawła Kamińskiego
  - 2012: Finalista turnieju Memoriał Pawła Kamińskiego w wadze półśredniej[9][25]
- Babilon MMA
  - 2022-2023: Mistrz Babilon MMA w wadze średniej[25]
- Oktagon MMA
  - 2023-2024: Mistrz tymczasowy Oktagon MMA w wadze średniej[6][29]

## Lista walk zawodowych w MMA
| Wynik     | Bilans | Przeciwnik (bilans przed walką) | Rozstrzygnięcie                                                     | Runda | Czas | Rozgrywki                                   | Data       | Miejsce           | Uwagi                                                                                          |
| --------- | ------ | ------------------------------- | ------------------------------------------------------------------- | ----- | ---- | ------------------------------------------- | ---------- | ----------------- | ---------------------------------------------------------------------------------------------- |
| Przegrana | 14-7   | Hojat Khajevand (9-4)           | Decyzja (jednogłośna)                                               | 3     | 5:00 | Oktagon 74: Bolander vs. Szabová            | 09.08.2025 | Praga             | Walka ćwierćfinałowa turnieju Tipsport Gamechanger 3 w wadze średniej.                         |
| Wygrana   | 14-6   | Marek Mazuch (9-2)              | KO (lewy sierpowy)                                                  | 1     | 4:36 | Oktagon 70: Krištofič vs. Humburger         | 26.04.2025 | Karlowe Wary      | Walka pierwszej rundy turnieju Tipsport Gamechanger 3 w wadze średniej.                        |
| Wygrana   | 13-6   | Andreas Michailidis (16-7)      | Decyzja (niejednogłośna)                                            | 3     | 5:00 | Oktagon 59: Summer Party                    | 20.07.2024 | Bratysława        |                                                                                                |
| Przegrana | 12-6   | Patrik Kincl (27-10. 1NC)       | Poddanie (duszenie trójkątne rękoma)                                | 3     | 1:50 | Oktagon 54: Kincl vs. Wawrzyniak            | 02.03.2024 | Ostrawa           | Unifikacja pasów. Walka o pełnoprawny pas mistrzowski Oktagon MMA w wadze średniej. Main Event |
| Wygrana   | 12-5   | Vlasto Čepo (12-2)              | TKO (ciosy pięściami w parterze)                                    | 3     | 3:19 | Oktagon 51: Michailidis vs. Veličković      | 29.12.2023 | Praga             | Zdobył tymczasowy pas mistrzowski Oktagon MMA w wadze średniej. Co-Main Event                  |
| Wygrana   | 11-5   | Adrian Błeszyński (10-5-1)      | KO (prawy prosty i lewy sierpowy)                                   | 2     | 4:30 | Babilon MMA 35: Wawrzyniak vs. Błeszyński 2 | 21.04.2023 | Jaworzno          | Obronił pas mistrzowski Babilon MMA w wadze średniej. Main Event                               |
| Wygrana   | 10-5   | Adam Łaguna (6-1)               | KO (prawy sierpowy)                                                 | 1     | 2:53 | Babilon MMA 28: Wawrzyniak vs. Łaguna       | 03.06.2022 | Nowy Targ         | Zdobył pas mistrzowski Babilon MMA w wadze średniej. Main Event                                |
| Wygrana   | 9-5    | Tymoteusz Łopaczyk (8-2)        | Decyzja (jednogłośna)                                               | 3     | 5:00 | Babilon MMA 26: Wawrzyniak vs. Łopaczyk     | 12.11.2021 | Ożarów Mazowiecki | Main Event                                                                                     |
| Wygrana   | 8-5    | Adrian Błeszyński (9-4-1)       | TKO (ciosy pięściami)                                               | 2     | 2:24 | Babilon MMA 22: Błeszyński vs. Wawrzyniak   | 22.05.2021 | Warszawa          | Debiut w Babilon MMA. Main Event                                                               |
| Przegrana | 7-5    | John Palaiologos (16-9-1)       | Dyskwalfikacja (nielegalne kopnięcie w głowe)                       | 1     | 4:56 | AFN 7: Pamięci Bitwy Pod Kockiem            | 05.10.2019 | Lublin            | Limit umowny -82,5 kg.                                                                         |
| Przegrana | 7-4    | Grzegorz Siwy (9-1)             | Decyzja (jednogłośna)                                               | 3     | 5:00 | Spartan Fight 7: Browarski vs. Siwy         | 01.04.2017 | Chorzów           |                                                                                                |
| Wygrana   | 7-3    | Sergiu Breb (8-3)               | TKO (niezdolność do kontynuowania walki – przerwanie przez lekarza) | 3     | 3:18 | Gala Sportów Walki w Międzychodzie 7        | 15.10.2016 | Międzychód        |                                                                                                |
| Przegrana | 6-3    | Łukasz Bieńkowski (3-1)         | Decyzja (większościowa)                                             | 3     | 5:00 | KSW 33: Materla vs. Khalidov                | 28.11.2015 | Kraków            | Debiut w KSW.                                                                                  |
| Wygrana   | 6-2    | Antoni Chmielewski (26-11)      | Decyzja (jednogłośna)                                               | 3     | 5:00 | Pro MMA Challenge: Po Prostu Walcz!         | 27.06.2014 | Lublin            |                                                                                                |
| Wygrana   | 5-2    | Bor Bratovž (7-3)               | Decyzja (jednogłośna)                                               | 3     | 5:00 | WFC 18: Knockout                            | 16.03.2013 | Lublana           | Początkowo zwycięstwo Bratovža przez jednogłośną decyzję.                                      |
| Wygrana   | 4-2    | Tomáš Penz (8-6)                | TKO (ciosy pięściami)                                               | 2     | 3:30 | NoW – Night of Warriors 2                   | 17.11.2012 | Liberec           | Przejście do wagi średniej.                                                                    |
| Przegrana | 3-2    | Albert Odzimkowski (3-0)        | Poddanie (dźwignia skrętowa na staw skokowy)                        | 1     | 2:35 | Memoriał Pawła Kamińskiego                  | 10.03.2012 | Gniezno           | Finał turnieju Memoriał Pawła Kamińskiego w wadze półśredniej.                                 |
| Wygrana   | 3-1    | Tomasz Koźmiński (0-0)          | TKO (ciosy pięściami w parterze)                                    | 1     | 3:30 | Memoriał Pawła Kamińskiego                  | 10.03.2012 | Gniezno           | Półfinał turnieju Memoriał Pawła Kamińskiego w wadze półśredniej.                              |
| Wygrana   | 2-1    | Krystian Czelewicz (2-0)        | Decyzja (większościowa)                                             | 2     | 5:00 | Night of Champions 2                        | 19.11.2011 | Poznań            |                                                                                                |
| Wygrana   | 1-1    | Damian Matwiejczuk (0-0)        | TKO (ciosy pięściami)                                               | 2     | 4:27 | Night of Champions 2                        | 19.11.2011 | Poznań            |                                                                                                |
| Przegrana | 0-1    | Grzegorz Waligóra (1-0)         | Poddanie (dźwignia skrętowa)                                        | 1     | 3:41 | PFN 5 – Poznań Fight Night                  | 26.03.2011 | Poznań            | Debiut w zawodowym MMA                                                                         |